# أنخل اورتيز
أنخل اورتيز (بالإسبانية: Ángel Ortiz) (مواليد 27 ديسمبر 1977) هو لاعب كرة قدم. يلعب مع منتخب باراغواي لكرة القدم منذ عام 2003.

## وصلات خارجية
- أنخل اورتيز على موقع رابطة كرة القدم اليابانية للمحترفين (اليابانية)
- أنخل اورتيز على موقع قاعدة بيانات كرة القدم.إي يو (الإنجليزية)
- أنخل اورتيز على موقع ناشيونال فوتبول تيمز (الإنجليزية)
- أنخل اورتيز على موقع Soccerway.com (الإنجليزية)
- أنخل اورتيز على موقع عالم كرة القدم.نت (الإنجليزية)

- National Football Teams